# Leporinus bleheri
Leporinus bleheri är en fiskart som beskrevs av Géry, 1999. Leporinus bleheri ingår i släktet Leporinus och familjen Anostomidae. Inga underarter finns listade i Catalogue of Life.